# ليزلي غروفز (لاعب كريكت)
ليزلي غروفز (9 يونيو 1911 في نيوزيلندا - 4 سبتمبر 1990) (بالإنجليزية: Leslie Groves)‏ هو لاعب كريكت نيوزلندي.

## وصلات خارجية
- ليزلي غروفز على موقع إي آس بي آن كريك إنفو (الإنجليزية)